# 飞来峰造像
30°14′32″N 120°05′54″E / 30.24222°N 120.09833°E
飞来峰造像位于中國浙江省杭州市靈隱寺旁。飛來峰又名靈鷲峰、鹫岭，是一座石灰岩山峰，海拔168米。飞来峰与灵隐寺间隔一条小溪，在溪边的岩壁上保存有五代至元代500多年中陆续完成的石雕佛像，共有345尊。 1982年被列为第二批全国重点文物保护单位。
五代造像有青林洞右岩壁上的弥陀、观音、大势至3尊。宋代造像最多，现存232尊。元代石刻造像，现存67龛，造像大小合计116尊，是现存一处最大的元代雕刻群，由喇嘛楊璉真伽主持。明朝人袁宏道於其文《西湖雜記》中讚賞此峰，但他對峰上楊璉真伽所作造像則厭惡不已。

## 图片
- 南宋弥勒与十八罗汉群像
- 左为元代弥勒佛像，右为元代释迦如来
- 元代佛像
- 元代宝藏神
- 元代菩萨
- 元代弥勒佛像
- 飞来峰一线天洞口